# 古川町立中山東小学校
古川町立中山東小学校 （ふるかわちょうりつ なかやまひがししょうがっこう）は、かつて岐阜県吉城郡古川町（現・飛騨市古川町）に存在した公立小学校。

## 概要
- 袈裟丸・野口・末真・戸市が校区であった。
- 1969年、古川仲小学校、中山東小学校、中山南小学校、数河小学校を統合し、古川西小学校の新設により廃校。中山東小学校はわずか4年で廃校となった。
- 校舎は古川西小学校東分教室として1970年6月まで使用された。跡地は袈裟丸研修センターとなっている。

## 沿革
- 1965年（昭和40年）4月 - 中山小学校が分割され、旧・中山小学校袈裟丸分教室[注釈 2]が古川町立中山東小学校として開校。
- 1969年（昭和44年）4月 - 統合により廃校。古川西小学校東分教室となる。
- 1970年（昭和45年）7月 - 統合校舎完成により、東分教室は廃止。